# Gondomil
Gondomil ist eine ehemalige Gemeinde (Freguesia) im nordportugiesischen Kreis Valença der Unterregion Minho-Lima. In ihr leben 301 Einwohner (Stand 30. Juni 2011).

## Geschichte
Spuren aus der Castrokultur zeugen von einer langen menschlichen Besiedlung. Aus der Zeit der römischen Besatzung stammen u. a. eine Brücke. Der Ortsname geht vermutlich auf die Zeit der Westgoten zurück. 
Als eigenständige Gemeinde wurde Gondomil erstmals in den Kirchenregistern von 1320 geführt. Es gehörte zum Kreis Sanfins, um nach dessen Auflösung zu Monção und seit 1852 zu Valença zu gehören.
Im Zuge der kommunalen Neuordnung wurde die Gemeinde zum 29. September 2013 mit Sanfins zur União das Freguesias de Gondomil e Sanfins zusammengeführt.

## Söhne und Töchter der Gemeinde
- José Augusto Martins Fernandes Pedreira (1935–2020), Professor am Colégio do Minho in Viana do Castelo, Kanzler der Diözesankurie, römisch-katholischer Weihbischof in Porto, Generalvikar sowie Bischof von Viana do Castelo